# プラム・ストリート寺院
アイザック・メイアー・ワイズ寺院（アイザック・メイアー・ワイズじいん、英: Issac M. Wise Temple、正式名: プラム・ストリート寺院（プラム・ストリートじいん、英: Plum Street Temple））は、アメリカ合衆国のオハイオ州シンシナティにあるアイザック・メイアー・ワイズ師とその信徒団のために建てられた歴史的シナゴーグである。ワイズはアメリカ合衆国のユダヤ教改革派の創立者でもある。この寺院建築物はシンシナティ出身の有名建築家であるウィリアム・キーズ・ウィルソンの設計によるものであり、スペインのグラナダにあるアルハンブラ宮殿を模している。
オハイオ州シンシナティのプラム街720番地に位置しており、ロッジ・ストリート・シナゴーグの会員によって建てられた。特に南北戦争の最中に27万5000米国ドルをかけて建てられた。この寺院は1866年8月24日の金曜日に奉納され、アメリカ合衆国に現存する最古のシナゴーグのひとつである。
この寺院は聖ペテロ・イン・チェーンズ大聖堂からプラム街を横切ったところにあり、1937年に取り壊された旧聖パウロ大聖堂があった場所の隣にある。1972年にプラム・ストリート寺院はアメリカ合衆国国家歴史登録財に登録され、1975年には建築様式とリフォーム運動の役割が評価されてアメリカ合衆国国定歴史建造物に指定された。

## 歴史

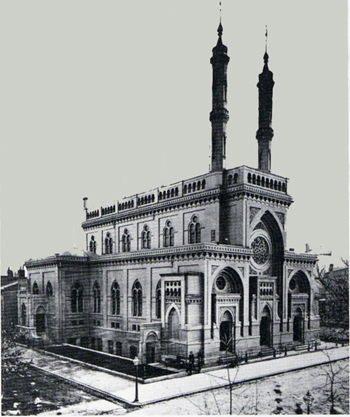
20世紀初頭に撮影されたプラム・ストリート寺院

1840年、シンシナティ在住のユダヤ系ドイツ人の集団が既存のロックデール寺院信徒団から離脱して独立したブネイ・エシュルン信徒団を組織した。彼らが最初に布教活動を行ったのはイリノイ州・シカモアとブロードウェイの間の三番街にある1件の家だった。1841年、信徒団はロッジ街にある煉瓦造り4階建ての連邦建築様式建物を買い取り、布教活動の拠点として改装した。
1848年、信徒団はロッジ街に最初のネオ・ゴシック建築様式のシナゴーグを建設した。1848年9月22日、ロッジ・ストリート・シナゴーグ（英: Lodge Street Synagogue）と名付けられたシナゴーグはオハイオ州シンシナティに奉納され、今でも見ることができる。
1853年に信徒団はユダヤ教改革派の創設者であるアイザック・メイアー・ワイズ師を宗教指導者とすることを決議し、1865年始めにプラム・ストリート寺院を建設した。ブネイ・エシュルン（アイザック・M・ワイズ寺院）所属の200人の同志達はアイザック・メイアー・ワイズ師の影響で全国的に有名になっていた増加する20代の信徒団を住まわすための壮麗な建物を思い描いていた。ワイズの努力と洞察力で、信徒団とシンシナティは短期間のうちに国におけるユダヤ人の生活における中心地となりつつあった。プラム・ストリート寺院は主に南北戦争の時に27万5000米国ドルをかけて建てられ、1866年8月24日に奉納された。プラム・ストリート寺院の建設に伴う具体的な資金事項が記載された元帳が21世紀初頭に発見された。P・マルテンス作曲の「ザ・プログレス・マーチ（The Progress March）と呼ばれるピアノ向けの記念行進曲がJ・L・ピータースにより発表された。プログラムの表紙にはプラム・ストリート寺院が目立つように描かれている。
豪州生まれのユダヤ系アメリカ人ラビであるルイス・グロスマンがワイズの後継者として、1898年から1922年まで寺院の祭司を務めた。その後、1920年から1952年までアメリカ人ラビのジェームズ・ガットハイム・ヘラーが寺院の祭司を務めた。
1972年、サリー・プリーサンドがラビ養成神学校より叙任されたアメリカ人初の女性祭司となり、ユダヤ教の歴史上、1935年におけるドイツ人のレジーナ・ジョナス以来2人目となる女性の公式祭司となった。プリーサンドはプラム・ストリート寺院に叙任された。
1972年、プラム・ストリート寺院はアメリカ合衆国国家歴史登録財に認定された。

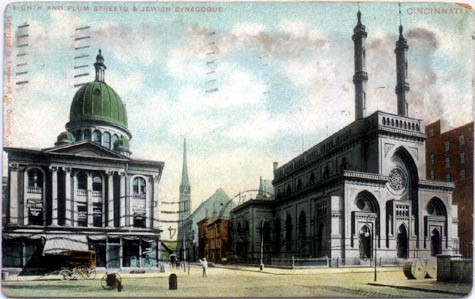
聖パウロ大聖堂（左側：1937年解体）とプラム・ストリート寺院（右側）が描かれた絵葉書

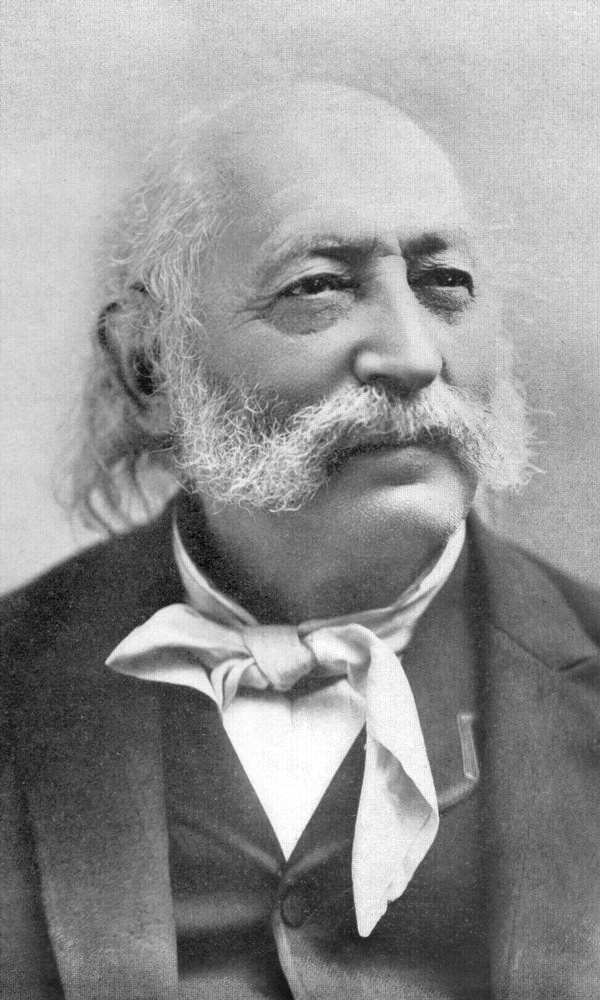
プラム・ストリート寺院ラビのアイザック・メイアー・ワイズ